# Lisa Miskovsky
Lisa Miskovsky — дебютний повноформатний альбом шведської співачки Лізи Місковскі, виданий у 2001 році лейблом Stockholm Records. Завдяки успіху цього реліза співачку було нагороджено одразу у двох номінаціях престижної шведської премії Rockbjörnen: «Найкраща шведська співачка року» та «Найкращий дебютант року».
У 2004 році альбом було перевидано на тому ж лейблі з доданням 6ти нових треків. Продюсерами релізу стали DeadMono та Магнус Фрикберг. Фотографії Лізи для оформлення альбому були зроблені Ірмелі Крекін.

## Список пісень
| #   | Назва                      | Тривалість |
| --- | -------------------------- | ---------- |
| 1.  | «Quietly»                  | 4:09       |
| 2.  | «Driving One Of Your Cars» | 3:46       |
| 3.  | «Dallas Friends»           | 4:11       |
| 4.  | «Don't Say Goodbye»        | 3:29       |
| 5.  | «What If»                  | 3:40       |
| 6.  | «Handbag»                  | 4:26       |
| 7.  | «Leftovers»                | 3:52       |
| 8.  | «Sister»                   | 3:22       |
| 9.  | «Sad Lullaby»              | 4:22       |
| 10. | «How To Stop»              | 3:25       |
| 11. | «Paperback Boy»            | 4:33       |
| 12. | «Ready For The Fall»       | 3:47       |
| 13. | «Mary Bell»                | 3:02       |

| Бонус-треки перевидання 2004 року | Бонус-треки перевидання 2004 року   | Бонус-треки перевидання 2004 року |
| #                                 | Назва                               | Тривалість                        |
| --------------------------------- | ----------------------------------- | --------------------------------- |
| 14.                               | «Cherio»                            | 4:58                              |
| 15.                               | «Judas Kiss»                        | 5:38                              |
| 16.                               | «It Hurts Sometimes»                | 4:58                              |
| 17.                               | «Raindrops Keep Falling On My Head» | 5:38                              |
| 18.                               | «Leave Me Alone»                    | 4:58                              |
| 19.                               | «In The Middle»                     | 5:38                              |

## Історія релізів
| Країна               | Дата           |
| -------------------- | -------------- |
| Швеція               | 28 серпня 2001 |
| Швеція (перевидання) | 9 серпня 2004  |